# Jakub Mycielski
Jakub Mycielski herbu Dołęga – podstoli sieradzki w latach 1630–1633.
Był elektorem Władysława IV Wazy z województwa sieradzkiego w 1632 roku.